# تری لوئیس (تنیس‌باز)
 تری لوئیس (انگلیسی: Trey Lewis؛ زاده ۲۷ نوامبر ۱۹۵۹) یک تنیس‌باز اهل ایالات متحده آمریکا است.